# 关舟
关舟（1918年—2009年5月18日），男，山西长治人，中华人民共和国政治人物，曾任黑龙江省人民委员会副省长，国家医药管理总局副局长。